# Polycarpa papyra
Polycarpa papyra är en sjöpungsart som beskrevs av Kott 1985. Polycarpa papyra ingår i släktet Polycarpa och familjen Styelidae. Inga underarter finns listade i Catalogue of Life.